# Auchy-lès-Hesdin
Auchy-lès-Hesdin [oʃi lɛz‿edɛ̃] est une commune française située dans le département du Pas-de-Calais en région Hauts-de-France. Ses habitants sont appelés les Alciaquois.
La commune fait partie, de la communauté de communes des 7 Vallées qui regroupe 66 communes et compte 29 425 habitants en 2022, et du Pays des Sept Vallées.

## Géographie

### Localisation
Localisée dans le sud du département du Pas-de-Calais, Auchy-lès-Hesdin est une commune de la vallée de la Ternoise, située à vol d'oiseau, à 5 km au nord-est de la commune d'Hesdin-la-Forêt et à 24 km au sud-est de la commune de Montreuil-sur-Mer (chef-lieu d'arrondissement).
Le territoire de la commune est limitrophe de ceux de sept communes.
Les communes limitrophes sont Azincourt, Le Parcq, Rollancourt, Vieil-Hesdin, Wamin, Béalencourt et Fressin.

### Géologie et relief
La superficie de la commune est de 9,61 km2 ; son altitude varie de 30  à   122 mètres.

### Hydrographie
Le territoire de la commune est situé dans le bassin Artois-Picardie.

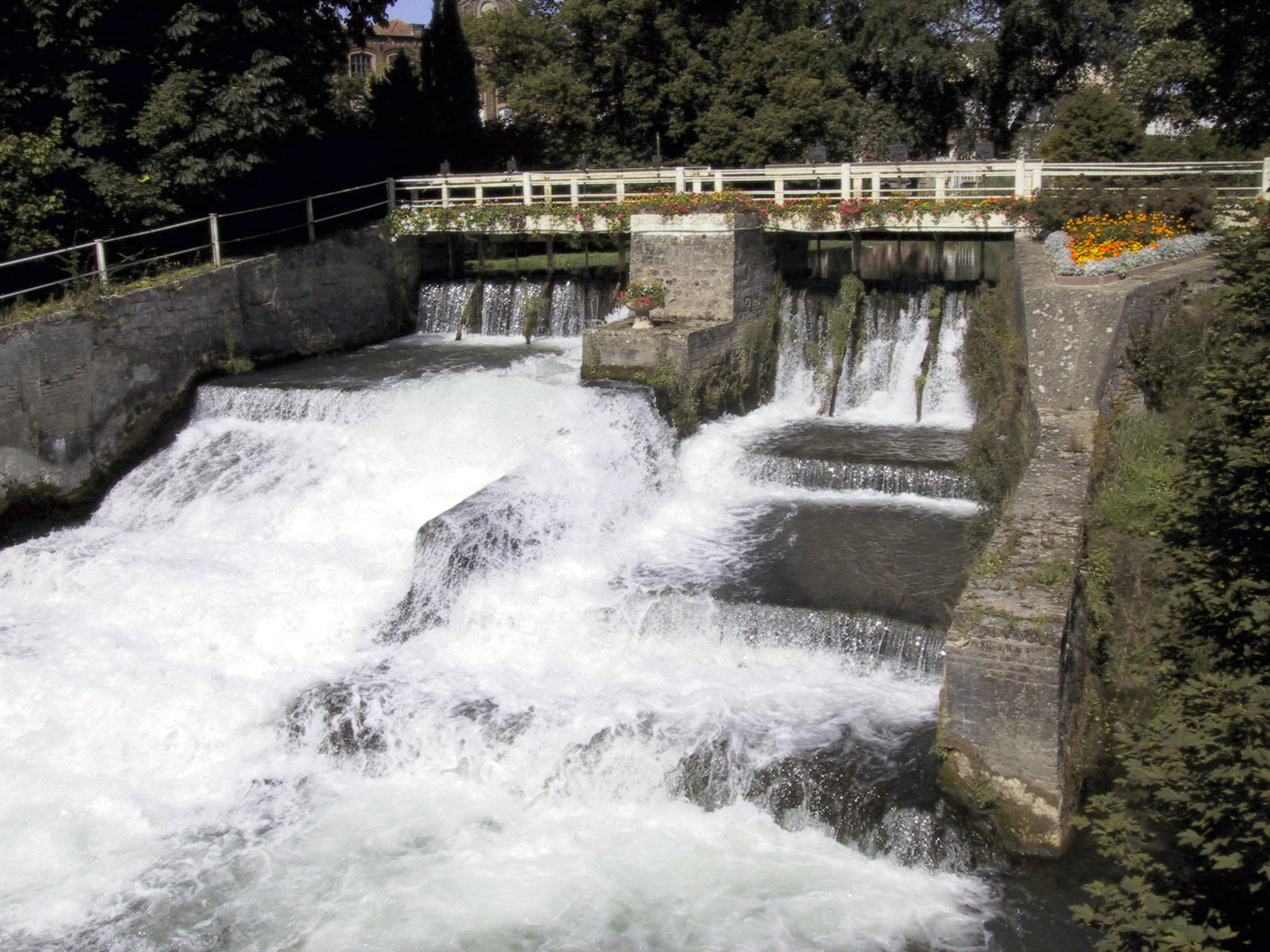
La Ternoise.

La commune est drainée par quatre cours d'eau :
- la Ternoise, d'une longueur de 41,43 km, qui prend sa source dans la commune d'Ostreville et conflue dans la Canche dans la commune d'Huby-Saint-Leu[4] ;
- le Domwetz, d'une longueur de 1,71 km[5] ;
- et deux cours d'eau au toponyme hydrographique inconnu[6],[7].

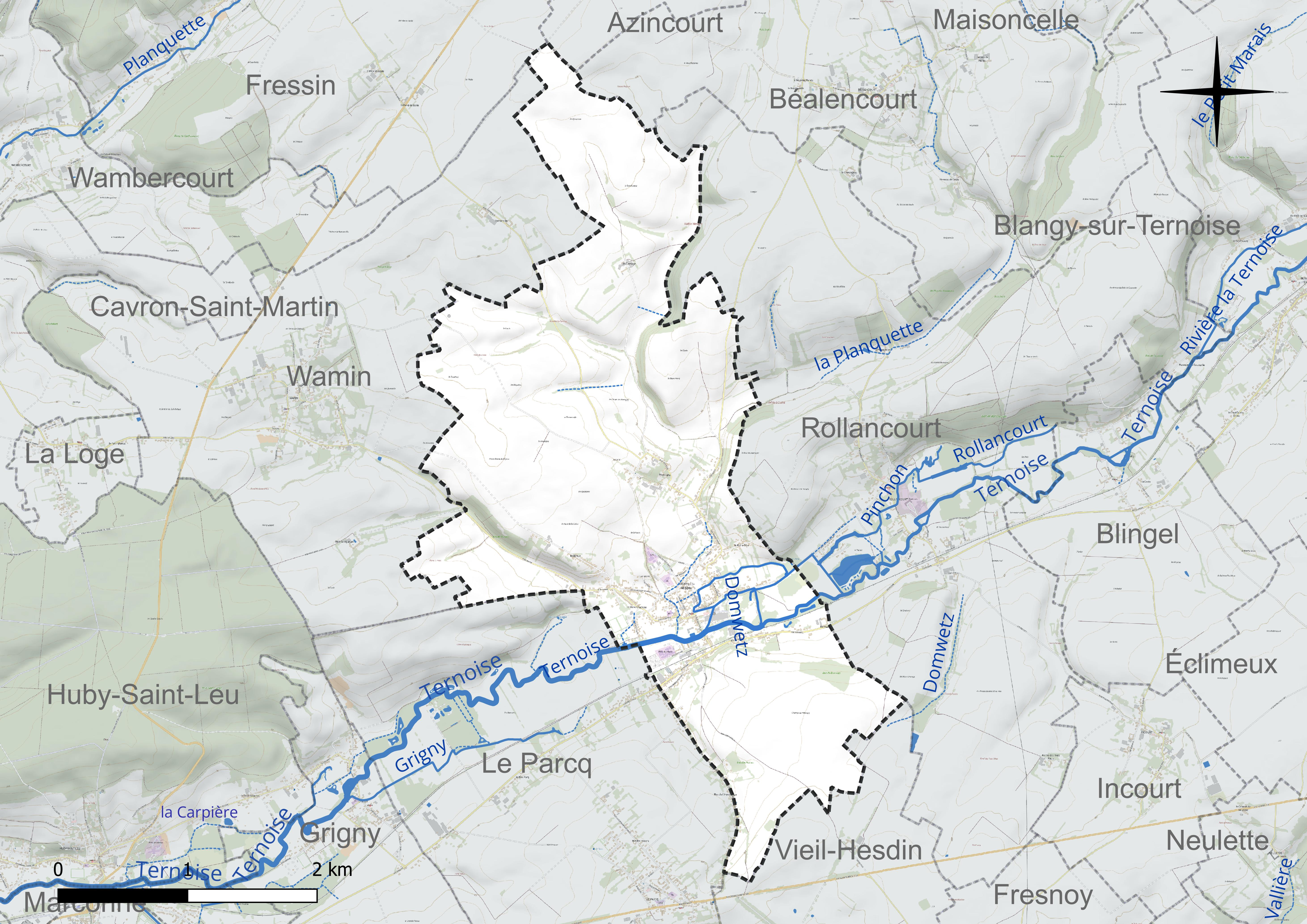
Réseau hydrographique d'Auchy-lès-Hesdin.

### Climat
Pour des articles plus généraux, voir Climat des Hauts-de-France et Climat du Pas-de-Calais.
En 2010, le climat de la commune est de type climat océanique franc, selon une étude du CNRS s'appuyant sur une série de données couvrant la période 1971-2000. En 2020, Météo-France publie une typologie des climats de la France métropolitaine dans laquelle la commune est exposée à un climat océanique et est dans la région climatique Côtes de la Manche orientale, caractérisée par un faible ensoleillement (1 550 h/an) ; forte humidité de l’air (plus de 20 h/jour avec humidité relative > 80 % en hiver), vents forts fréquents.
Pour la période 1971-2000, la température annuelle moyenne est de 10,5 °C, avec une amplitude thermique annuelle de 13,4 °C. Le cumul annuel moyen de précipitations est de 857 mm, avec 12,9 jours de précipitations en janvier et 8,2 jours en juillet. Pour la période 1991-2020, la température moyenne annuelle observée sur la station météorologique la plus proche, située sur la commune de Humières à 8 km à vol d'oiseau, est de 10,9 °C et le cumul annuel moyen de précipitations est de 856,9 mm,. Pour l'avenir, les paramètres climatiques de la commune estimés pour 2050 selon différents scénarios d'émission de gaz à effet de serre sont consultables sur un site dédié publié par Météo-France en novembre 2022.

### Paysages
Pour un article plus général, voir Paysage en France.
La commune s'inscrit dans les « paysages du Ternois » tels qu'ils sont définis dans l'atlas de paysages de la région Nord-Pas-de-Calais, conçu par la direction régionale de l'Environnement, de l'Aménagement et du Logement (DREAL),.
Ces « paysages du Ternois », qui concernent 138 communes avec trois pôles d'attraction que sont Hesdin-la-Forêt à l'ouest, Saint-Pol-sur-Ternoise à l'est et, dans une moindre mesure, Frévent en lisière sud, sont délimités par deux cours d'eau : la Canche au sud et la Ternoise au nord. Ces paysages sont composés de plateaux, de vallées et de bocages. Les plateaux du Ternois montrent une structure tabulaire assez plane et une altitude assez régulière avec des points culminants entre 150  à   160 m.
Le territoire d'une vingtaine de kilomètres du nord au sud et d'est en ouest, est traversé par la D 939 reliant Saint-Pol-sur-Ternoise à Hesdin-la-Forêt, par la D 912 entre Saint-Pol-sur-Ternoise et Frévent et par la ligne ferroviaire de Saint-Pol-sur-Ternoise à Étaples dans la vallée de la Canche. La position excentrée, en l'absence de grands axes autoroutiers ou ferrés structurants, a permis au Ternois de conserver un caractère rural.
Au niveau de l'occupation des sols de ces « paysages du Ternois », les surfaces cultivées représentent 66,80 % de la surface totale et sont omniprésentes sur les plateaux avec majoritairement la culture de la betterave et de la pomme de terre, les prairies naturelles, permanentes 19 %, les forêts, comme la forêt d'Hesdin, et milieux semi-naturels 7,26 %, présentes dans les deux principales vallées de la Ternoise et de la Canche, les espaces artificialisés 3,22 % avec principalement les communes de Saint-Pol-sur-Ternoise, Hesdin-la-Forêt et Frévent, les espaces industriels 0,52 % et les cours d'eau et plans d'eau 0,21 %.

### Milieux naturels et biodiversité

#### Espaces protégés et gérés
La protection réglementaire est le mode d’intervention le plus fort pour préserver des espaces naturels remarquables et leur biodiversité associée.
Dans ce cadre, on trouve sur le territoire de la commune : 
- la réserve naturelle régionale (RNR) du marais de la grenouillère, d'une superficie de 16,681 ha, terrain géré (location, convention de gestion) par le Conservatoire d'espaces naturels des Hauts-de-France[17] ;
- le marais de La Grenouillère, d'une superficie de 16,63 ha, réserve naturelle régionale gérée par le Conservatoire d'espaces naturels du Nord et du Pas-de-Calais[18].

#### Zones naturelles d'intérêt écologique, faunistique et floristique
L’inventaire des zones naturelles d'intérêt écologique, faunistique et floristique (ZNIEFF) a pour objectif de réaliser une couverture des zones les plus intéressantes sur le plan écologique, essentiellement dans la perspective d’améliorer la connaissance du patrimoine naturel national et de fournir aux différents décideurs un outil d’aide à la prise en compte de l’environnement dans l’aménagement du territoire.
Le territoire communal comprend une ZNIEFF de type 1 : le marais de la grenouillère à Auchy-les-Hesdin. Ce marais, qui fait partie d’un ensemble de zones humides alluviales, est principalement alimenté par la nappe alluviale de la Ternoise.

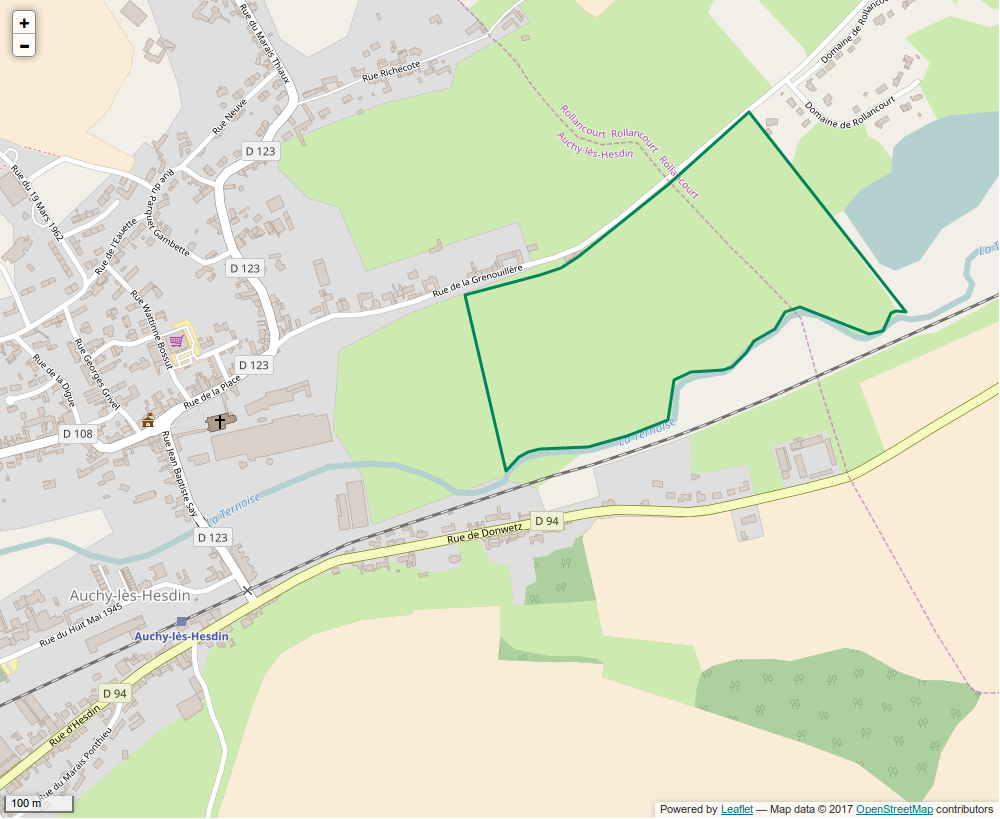
Le marais…
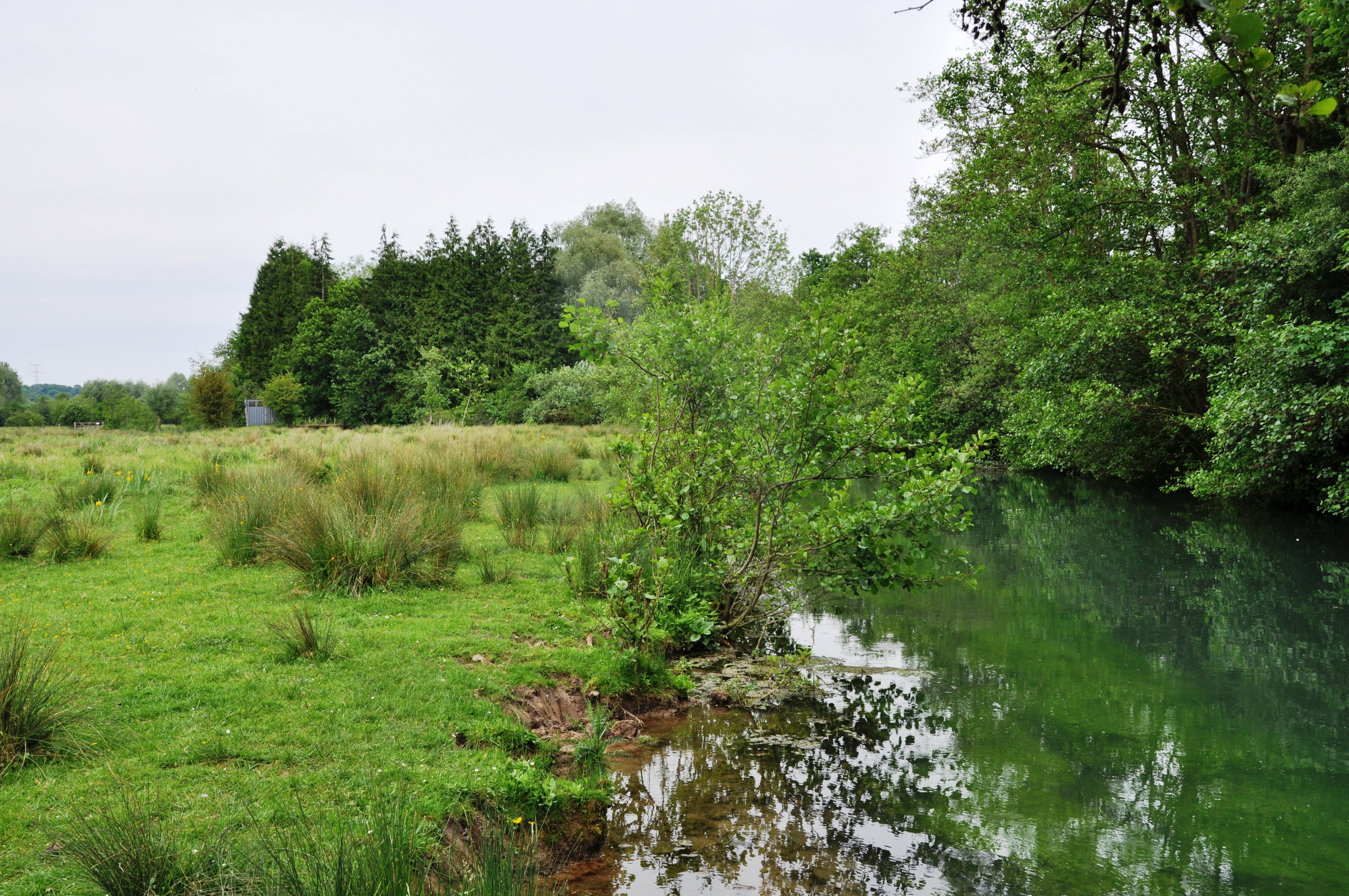
…de la grenouillère

et deux ZNIEFF de type 2 :
- la vallée de la Ternoise et ses versants de Saint-Pol-sur-Ternoise à Hesdin et le vallon de Bergueneuse. Cette ZNIEFF, située au nord d'une ligne allant de Saint-Pol-sur-Ternoise à Hesdin, d’une superficie de 9 502 ha et d'une altitude variant de 22  à   90 mètres, présente des fonds de vallées, des coteaux crayeux et des zones prairiales[20] ;
- la basse vallée de la Canche et ses versants en aval d’Hesdin[21].

Carte des ZNIEFF de type 1 et 2 sur la commune
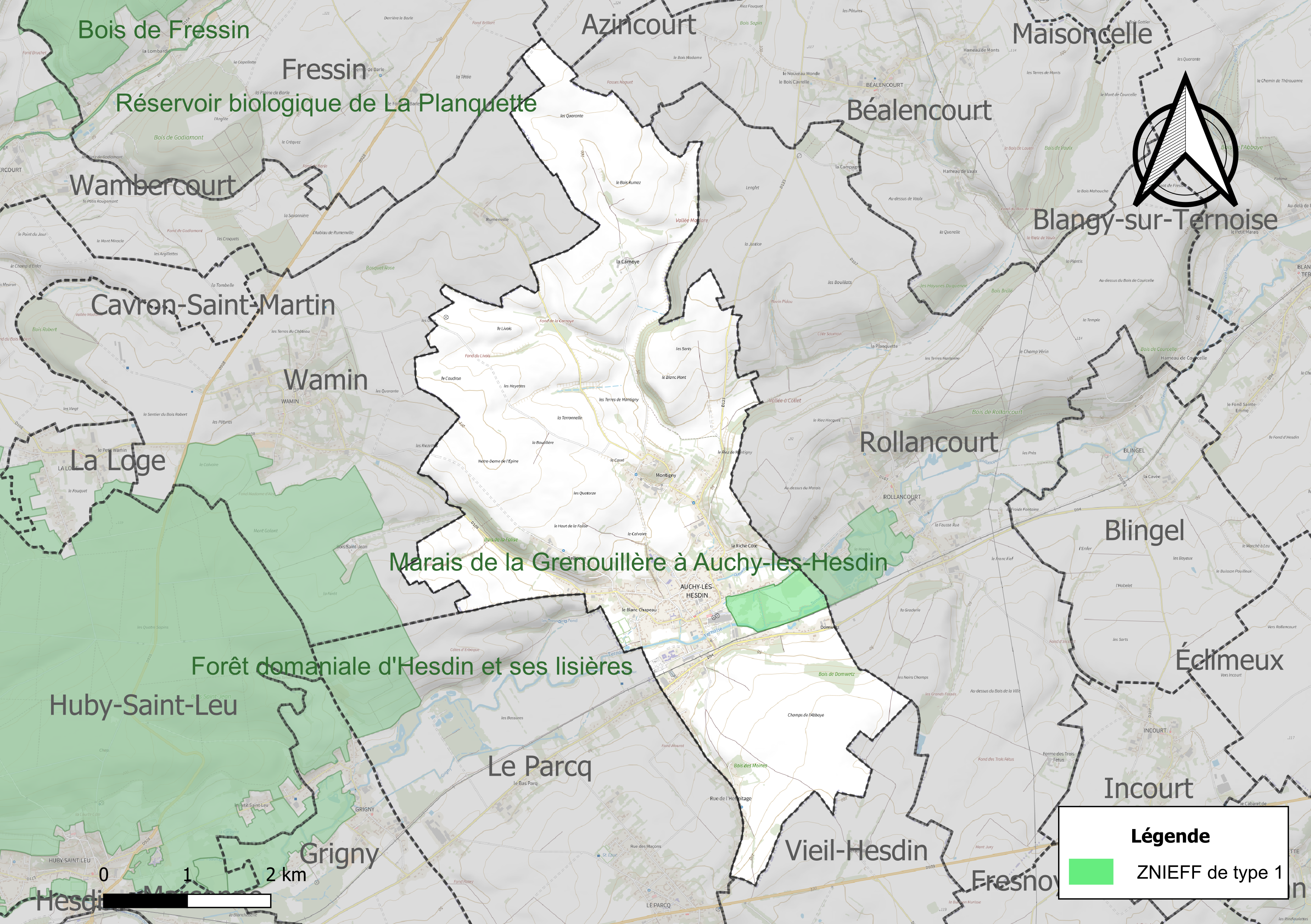
Carte de la ZNIEFF de type 1 sur la commune.
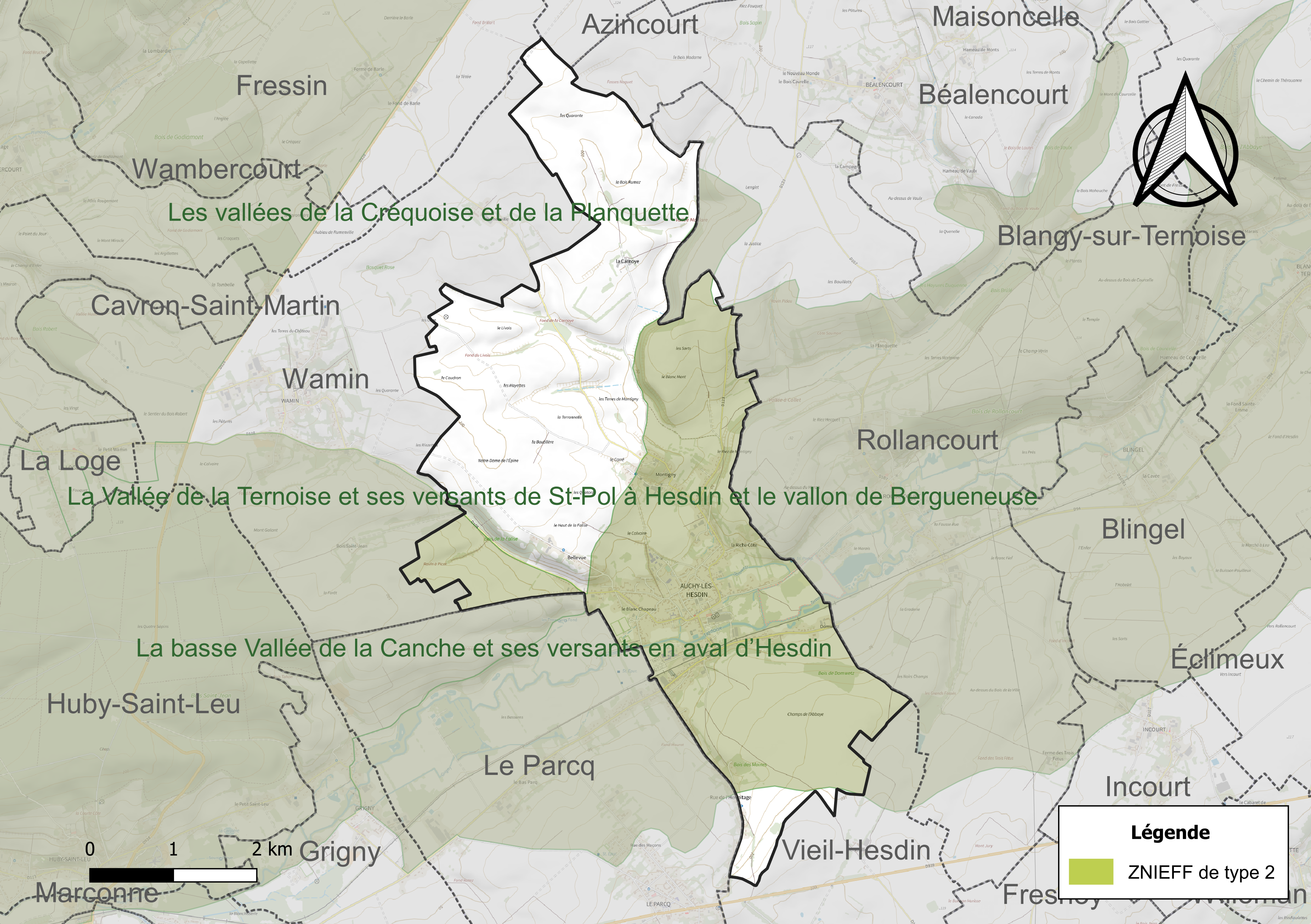
Carte des ZNIEFF de type 2 sur la commune.

#### Site Natura 2000
Le réseau Natura 2000 est un réseau écologique européen de sites naturels d’intérêt écologique élaboré à partir des directives « habitats » et « oiseaux ». Ce réseau est constitué de zones spéciales de conservation (ZSC) et de zones de protection spéciale (ZPS). Dans les zones de ce réseau, les États membres s'engagent à maintenir dans un état de conservation favorable les types d'habitats et d'espèces concernés, par le biais de mesures réglementaires, administratives ou contractuelles.
Sur la commune, un site Natura 2000 de type B est défini en site d'importance communautaire (SIC) : le marais de la grenouillère, d’une superficie de 17 hectares et d'une altitude variant de 33  à   35 mètres.

#### Comptage piscicole
Depuis janvier 2014, un outil de comptage piscicole (VAKI) permet sur la passe à poissons d'Auchy‐les‐Hesdin, permettant à la Fédération des pêcheurs du Pas‐de‐Calais, au Syndicat mixte de la Canche et ses affluents (Symcéa) et à la commune d'évaluer la dynamique des populations de poissons migrateurs dans la Ternoise. Un saumon et une trentaine de truites de mer ont ainsi pu être comptées entre janvier et octobre 2014,.

#### Vertigo de moulinsiana
Un escargot rare, le Vertigo moulinsiana, espèce dédiée au malacologiste français Charles des Moulins, a été observé dans trois localités du lit majeur de la Ternoise, parmi lesquelles, précisément, le marais communal dit de  la Grenouillère  à Auchy-les-Hesdin (Cucherat 1999), zone humide para-tourbeuse à localement tourbeuse, exploitée depuis plusieurs siècles pour le pâturage et le fauchage, et encore géré par ces méthodes à fins conservatoires.

## Urbanisme

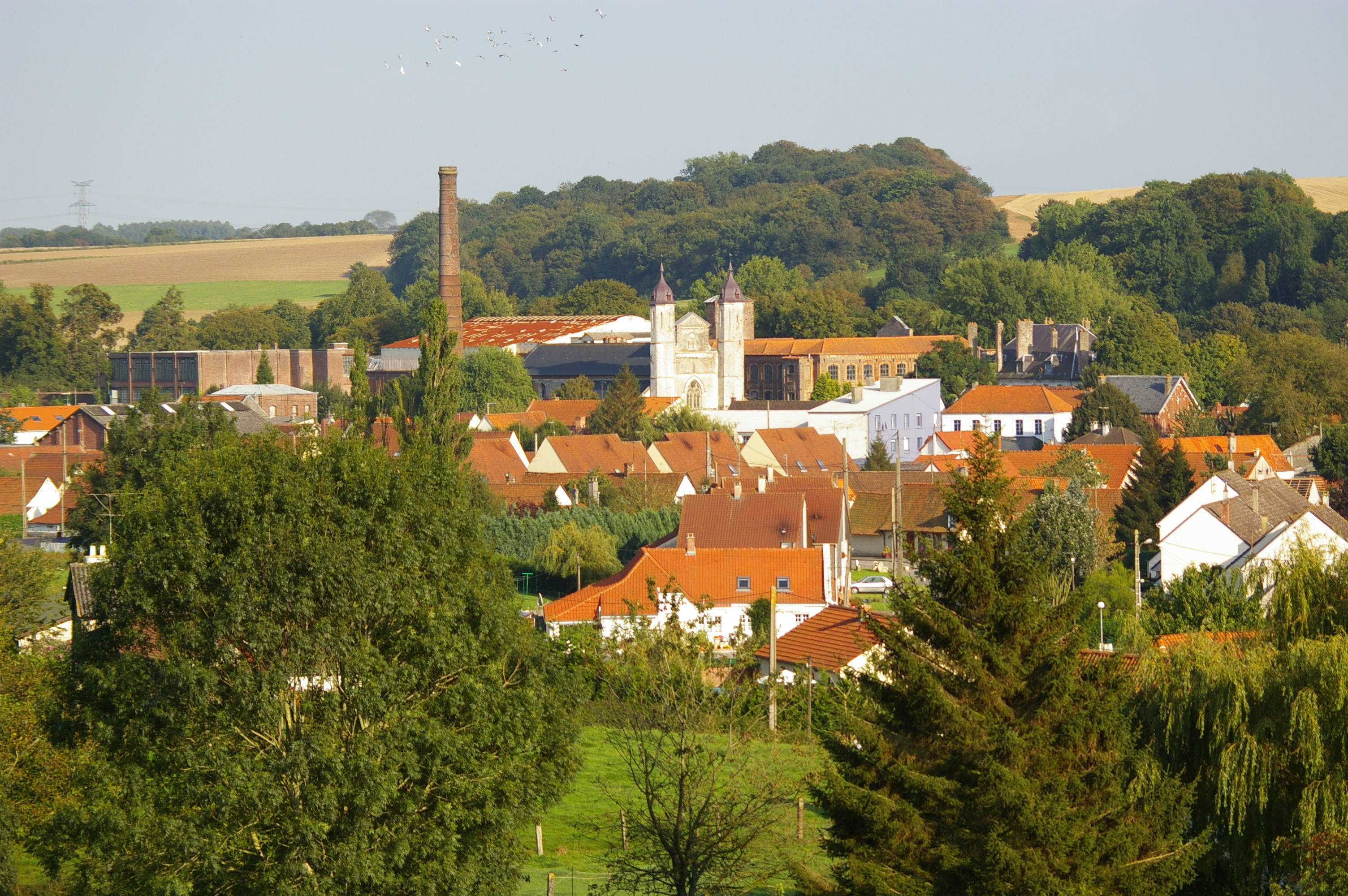
Vue de la commune.

### Typologie
Au 1er janvier 2024, Auchy-lès-Hesdin est catégorisée bourg rural, selon la nouvelle grille communale de densité à sept niveaux définie par l'Insee en 2022.
Elle appartient à l'unité urbaine d'Auchy-lès-Hesdin, une agglomération intra-départementale regroupant trois  communes, dont elle est ville-centre,,. Par ailleurs la commune fait partie de l'aire d'attraction d'Hesdin, dont elle est une commune de la couronne,. Cette aire, qui regroupe 28 communes, est catégorisée dans les aires de moins de 50 000 habitants,.

### Occupation des sols
L'occupation des sols de la commune, telle qu'elle ressort de la base de données européenne d’occupation biophysique des sols Corine Land Cover (CLC), est marquée par l'importance des territoires agricoles (86,9 % en 2018), en diminution par rapport à 1990 (87,8 %). La répartition détaillée en 2018 est la suivante : 
terres arables (69,9 %), prairies (17,1 %), zones urbanisées (13,1 %). L'évolution de l’occupation des sols de la commune et de ses infrastructures peut être observée sur les différentes représentations cartographiques du territoire : la carte de Cassini (XVIIIe siècle), la carte d'état-major (1820-1866) et les cartes ou photos aériennes de l'IGN pour la période actuelle (1950 à aujourd'hui).

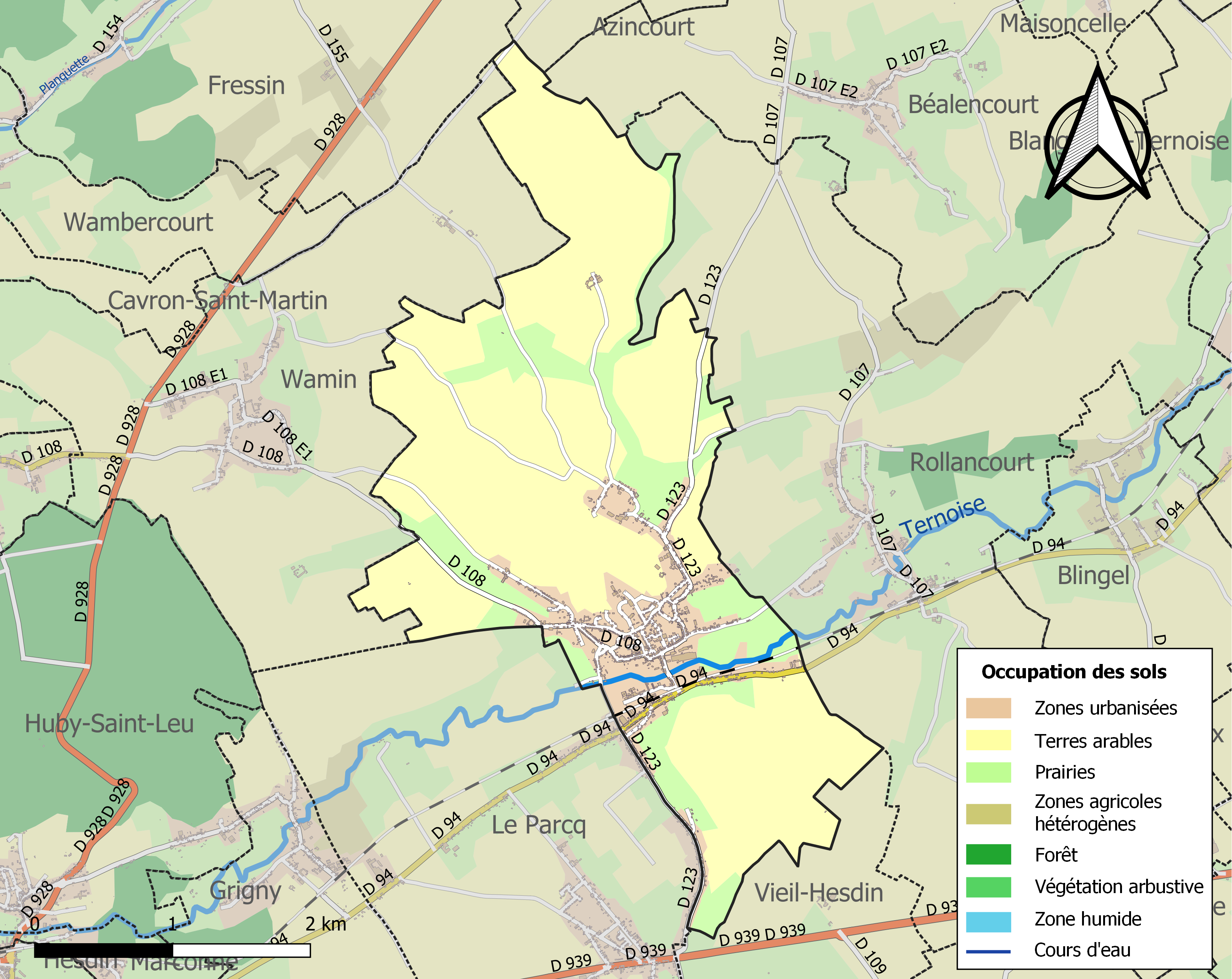
Carte des infrastructures et de l'occupation des sols de la commune en 2018 (CLC).

### Politique de développement durable

#### La maison du bois
La « maison du bois » a été inaugurée en mars 2012. Ce bâtiment en bois régional (Nord-Pas-de-Calais / Picardie), chauffé par une chaudière bois (plaquettes) abrite la structure du même nom. Celle-ci est chargée de la promotion, de l'animation et du développement de la filière bois au niveau de trois intercommunalités (Pays des Sept Vallées, canton de Hucqueliers et Pays du Ternois).

### Voies de communication et transports

#### Transports

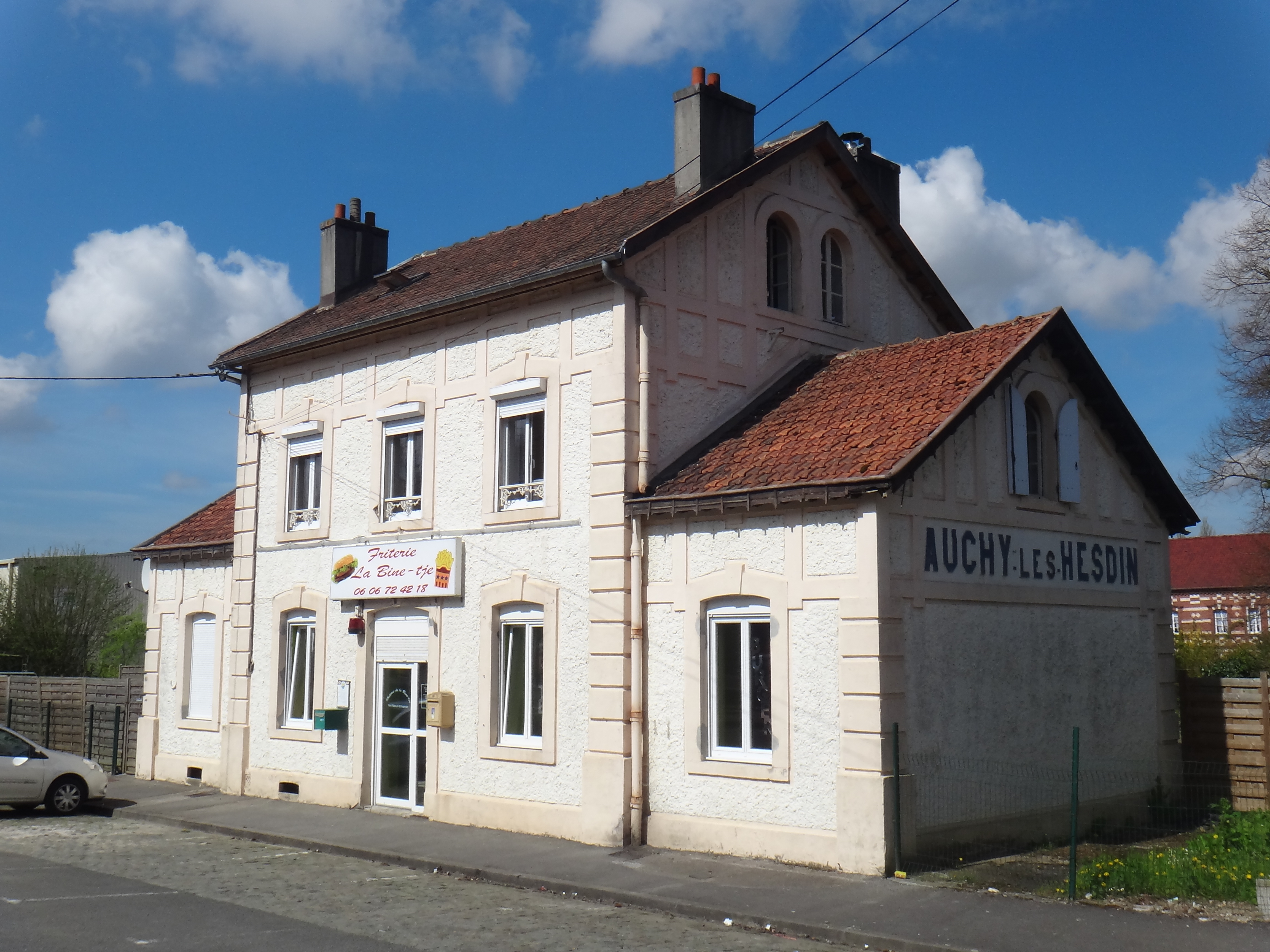
La gare.

La gare d'Auchy-lès-Hesdin, située sur la ligne de Saint-Pol-sur-Ternoise à Étaples, est une halte voyageurs de la Société nationale des chemins de fer français (SNCF), desservie par des trains TER Hauts-de-France.

## Toponymie

### Attestations anciennes et actuelles
Le nom de la localité est attesté sous les formes Alciacus en 648 ; Alzi en 1079 ; Alziacum en 1079 ; Alchi en 1112 ; Alchiacum en 1123 ; Alci en 1140 ; Auchi en 1170 ; Acciacum en 1183 ; Auci en 1186 ; Alcheium, Aucheium en 1197 ; Auchi d’enprès Hesdin en 1269 ; Aussi en 1296 ; Aulchy de 1275 à 1276 ; Auxy-lez-Hesdin en 1534 ; Aulchy-les-Moisnes en 1638 ; Auxy-les-Moines en 1720 ; Auchy-sur-Ternoise en 1793; Auchi les Moines en 1793 ;  Auchy-lès-Hesdin depuis 1801.
La présence d'une abbaye de moines bénédictins (1072-1791) lui fait porter le nom d'Auchy-les-Moines au XVIIe siècle.
Durant la Révolution, la commune porte les noms d'Auchy-sur-Ternoise et d'Auchy-lès-Hesdin. C'est ce dernier nom qui sera choisi à l'issue de la période révolutionnaire, confirmé par le Bulletin des lois de 1801.

### Étymologie
Le village a porté le nom d'Alciacus au moment de l'existence d'un monastère de religieuses fondé par Adalscaire, troisième comte de Viel-Hesdin pour sa fille Sicchède.(670-871). Ce nom pourrait être celui d'un habitant gallo-romain du lieu ou celui du comte fondateur du monastère.

## Histoire
Le village s'appelait autrefois Auchy-les-Moines, en raison de l'abbaye de moines bénédictins, sur les bords de la Tamise. L'abbaye Saint-Sylvain - parfois écrit Saint-Silvin (du nom de l'évêque qui évangélisa le pays des Morins) a été fondée au VIIe siècle par un frère de Ste-Austreberthe, Adalscaire, comte d'Hesdin, seigneur d'Auchy.

## Politique et administration

### Découpage territorial
La commune se trouve dans l'arrondissement de Montreuil du département du Pas-de-Calais.

#### Commune et intercommunalités
La commune est membre de la communauté de communes des 7 Vallées.

#### Circonscriptions administratives
La commune est rattachée au canton d'Auxi-le-Château.

#### Circonscriptions électorales
Pour l'élection des députés, la commune fait partie de la quatrième circonscription du Pas-de-Calais.

### Élections municipales et communautaires

#### Liste des maires
| Période                                  | Période                       | Identité           | Étiquette | Qualité                                                                                       |
| ---------------------------------------- | ----------------------------- | ------------------ | --------- | --------------------------------------------------------------------------------------------- |
| Les données manquantes sont à compléter. |                               |                    |           |                                                                                               |
| mars 1965                                | mars 1983                     | Emile Panet        | PS        | Instituteur                                                                                   |
| mars 1983                                | mars 1989                     | Joseph Morgant     | UDF       | Conseiller général (1967-2004)                                                                |
| mars 1989                                | mars 2001                     | Eliane Panet       | PS        |                                                                                               |
| mars 2001                                | juillet 2005                  | Joseph Morgant     | UDF       | Conseiller général (1967 → 2004) Décédé en fonction                                           |
| juillet 2005                             | mai 2020                      | Jean-Claude Darque | DVD       | Ancien directeur de l'Institut rural de Rollancourt Conseiller général du Parcq (2004 → 2015) |
| mai 2020                                 | En cours (au 2 décembre 2020) | Franck Parmentier  |           | Gestionnaire de matières premières chez Dyka à Sainte-Austreberthe                            |

## Équipements et services publics

### Enseignement
Le collège est le plus petit du département en nombre d'élèves. Auchy-lès-Hesdin accueille aussi les élèves de primaire et de maternelle des communes environnantes.

### Justice, sécurité, secours et défense
La commune dépend du tribunal judiciaire d'Arras, du conseil de prud'hommes d'Arras, de la cour d'appel de Douai, du tribunal de commerce d'Arras, du tribunal administratif de Lille, de la cour administrative d'appel de Douai et du tribunal pour enfants d'Arras.

## Population et société

### Démographie
Les habitants de la commune sont appelés les Alciaquois.

#### Évolution démographique
L'évolution du nombre d'habitants est connue à travers les recensements de la population effectués dans la commune depuis 1793. Pour les communes de moins de 10 000 habitants, une enquête de recensement portant sur toute la population est réalisée tous les cinq ans, les populations de référence des années intermédiaires étant quant à elles estimées par interpolation ou extrapolation. Pour la commune, le premier recensement exhaustif entrant dans le cadre du nouveau dispositif a été réalisé en 2006.

En 2022, la commune comptait 1 517 habitants, en évolution de −3,74 % par rapport à 2016 (Pas-de-Calais : −0,72 %, France hors Mayotte : +2,11 %).
| 1793 | 1800 | 1806 | 1821  | 1831  | 1836  | 1841  | 1846  | 1851  |
| ---- | ---- | ---- | ----- | ----- | ----- | ----- | ----- | ----- |
| 825  | 829  | 816  | 1 015 | 1 233 | 1 444 | 1 603 | 1 629 | 1 575 |

| 1856  | 1861  | 1866  | 1872  | 1876  | 1881  | 1886  | 1891  | 1896  |
| ----- | ----- | ----- | ----- | ----- | ----- | ----- | ----- | ----- |
| 1 600 | 1 414 | 1 320 | 1 270 | 1 318 | 1 388 | 1 429 | 1 502 | 1 508 |

| 1901  | 1906  | 1911  | 1921  | 1926  | 1931  | 1936  | 1946  | 1954  |
| ----- | ----- | ----- | ----- | ----- | ----- | ----- | ----- | ----- |
| 1 491 | 1 613 | 1 681 | 1 808 | 1 880 | 1 879 | 1 776 | 1 732 | 1 750 |

| 1962  | 1968  | 1975  | 1982  | 1990  | 1999  | 2006  | 2011  | 2016  |
| ----- | ----- | ----- | ----- | ----- | ----- | ----- | ----- | ----- |
| 1 725 | 1 815 | 1 944 | 1 814 | 1 720 | 1 759 | 1 728 | 1 682 | 1 576 |

| 2021  | 2022  | - | - | - | - | - | - | - |
| ----- | ----- | - | - | - | - | - | - | - |
| 1 531 | 1 517 | - | - | - | - | - | - | - |

#### Pyramide des âges
La population de la commune est relativement âgée.
En 2018, le taux de personnes d'un âge inférieur à 30 ans s'élève à 31,3 %, soit en dessous de la moyenne départementale (36,7 %). À l'inverse, le taux de personnes d'âge supérieur à 60 ans est de 34,7 % la même année, alors qu'il est de 24,9 % au niveau départemental.
En 2018, la commune comptait 770 hommes pour 804 femmes, soit un taux de 51,08 % de femmes, légèrement inférieur au taux départemental (51,5 %).
Les pyramides des âges de la commune et du département s'établissent comme suit.
| Hommes | Classe d’âge | Femmes |
| ------ | ------------ | ------ |
| 0,7    | 90 ou +      | 3,8    |
| 8,9    | 75-89 ans    | 15,6   |
| 19,2   | 60-74 ans    | 21,3   |
| 20,4   | 45-59 ans    | 17,5   |
| 14,9   | 30-44 ans    | 15,2   |
| 17,9   | 15-29 ans    | 13,4   |
| 18,1   | 0-14 ans     | 13,3   |

| Hommes | Classe d’âge | Femmes |
| ------ | ------------ | ------ |
| 0,5    | 90 ou +      | 1,6    |
| 5,6    | 75-89 ans    | 8,9    |
| 16,7   | 60-74 ans    | 18,1   |
| 20,2   | 45-59 ans    | 19,2   |
| 18,9   | 30-44 ans    | 18,1   |
| 18,2   | 15-29 ans    | 16,2   |
| 19,9   | 0-14 ans     | 17,9   |

### Sports et loisirs
La commune dispose d'infrastructures sportives : stade de football, salle multi-sports, terrains synthétiques, terrains de tennis.

## Économie

### Revenus de la population et fiscalité
En 2019, dans la commune, il y a 635 ménages fiscaux qui comprennent 1 488 personnes pour un revenu médian disponible par unité de consommation de 16 160 euros, soit inférieur au revenu médian de la France métropolitaine qui est de 21 930 euros,.

### Entreprises et commerces
On trouve à Auchy-lès-Hesdin de nombreux commerces.
La commune a su évoluer tout en gardant intacte son patrimoine historique, notamment industriel avec l'usine Filauchy, fermée en 1989.

## Culture locale et patrimoine

### Lieux et monuments

#### Monuments Historiques
- L'église Saint-Georges : ce bâtiment fait l’objet d’une inscription au titre des monuments historiques depuis le 10 juin 1926[51]. Cette église était, pour partie, l'ancienne abbaye d'Auchy-lès-Hesdin. Ce monastère avait été fondé par saint Sylvain, venu de Toulouse vers 700. Détruit par les Normands, le couvent fut relevé au XIe siècle par les comtes d'Hesdin, et confié en 1072 aux bénédictins de Saint-Bertin (voir Saint-Omer). Les piles de la nef et de la première travée du chœur de l'abbatiale remontent au milieu du XIIe siècle, celles des deux dernières travées du chœur aux environs de 1200. Ce sont les seuls vestiges de l'église primitive, qui dut être presque entièrement reconstruite après son effondrement, survenu en 1280. En 1415, on y inhuma plusieurs des chevaliers tués à Azincourt, dont l'amiral de France, Jacques de Châtillon. Une vingtaine d'années plus tard, l'état de guerre permanent contraignit les moines à déserter l'abbaye, où ils ne revinrent qu'en 1457. Ravagés par les troupes à plusieurs reprises au cours du XVIe siècle, incendiés en 1537, les bâtiments furent restaurés au début du XVIIe siècle. Ils furent transformés en filature après la Révolution, et finalement détruits après un incendie en 1834, à l'exception de l'abbatiale. Dédiée à saint Sylvain, puis à saint Georges également après la destruction de l'ancienne église paroissiale d'Auchy dédiée à saint Georges, celle-ci présente une façade originale, où se superposent un portail du XIIIe siècle, une grande fenêtre néogothique, et un pignon classique terminé par un fronton ajouté vers 1840 L'ensemble est encadré de hautes tourelles polygonales coiffées au XVIIIe siècle de pittoresques toits d’ardoise. À l'intérieur, le vaisseau central comprend sept travées barlongues, terminées par une abside à pans, et couvertes de voûtes reconstruites en 1616 à un niveau inférieur à celui des voûtes d'origine, qui s'étaient effondrées au XVIe siècle.

#### Autres lieux et monuments
- La gare d'Auchy-lès-Hesdin.
- Le monument aux morts[52].
- Le château blanc et la filature.

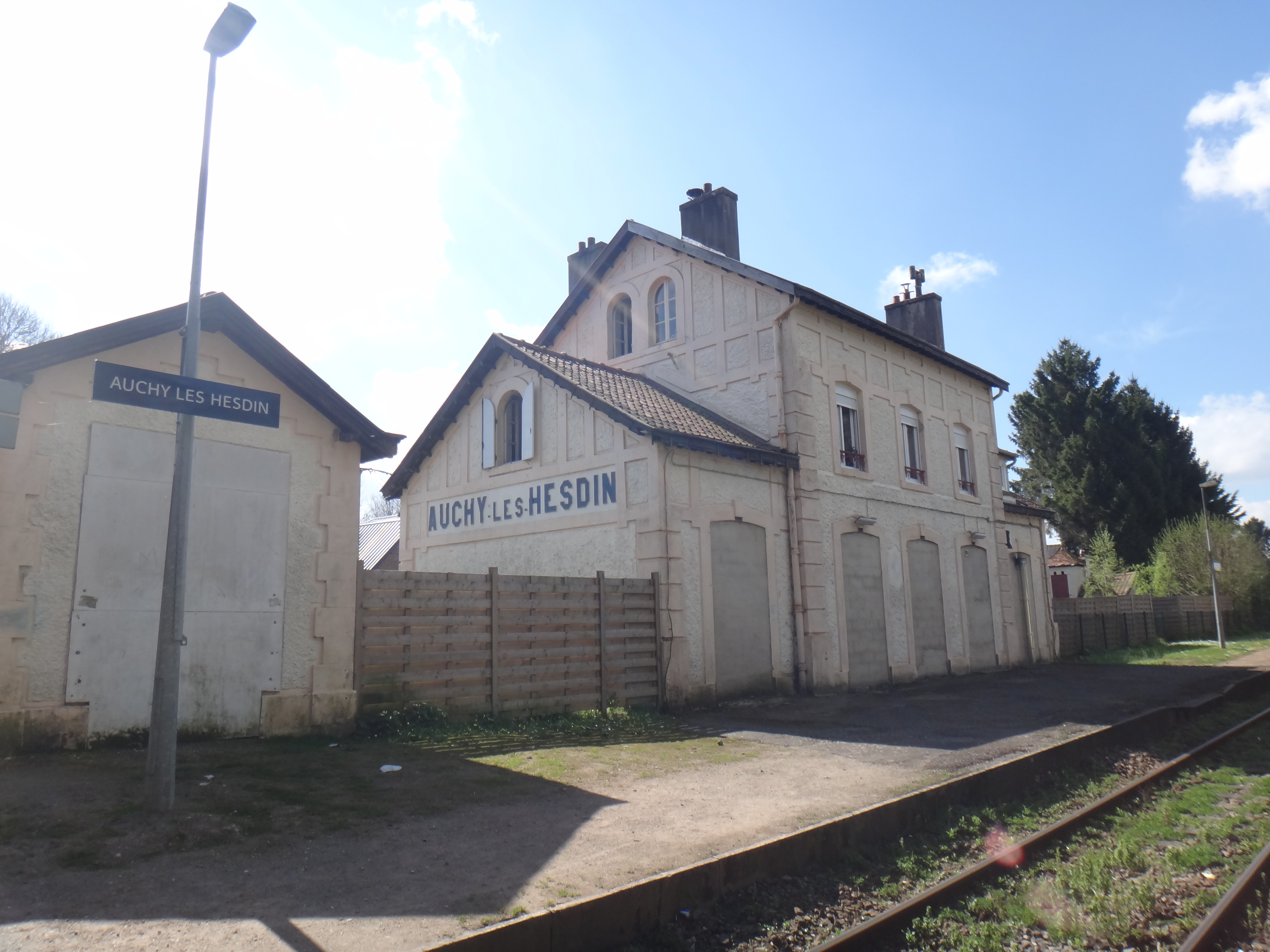
La gare.
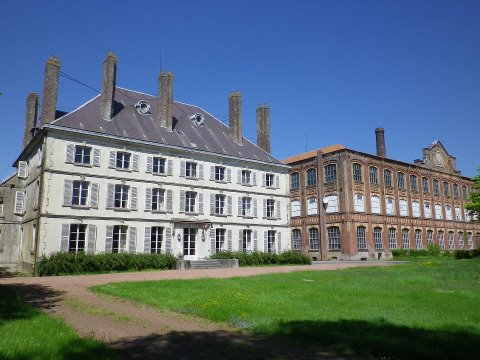
Le château Blanc et la filature.

### Patrimoine culturel
La commune dispose d'une médiathèque.

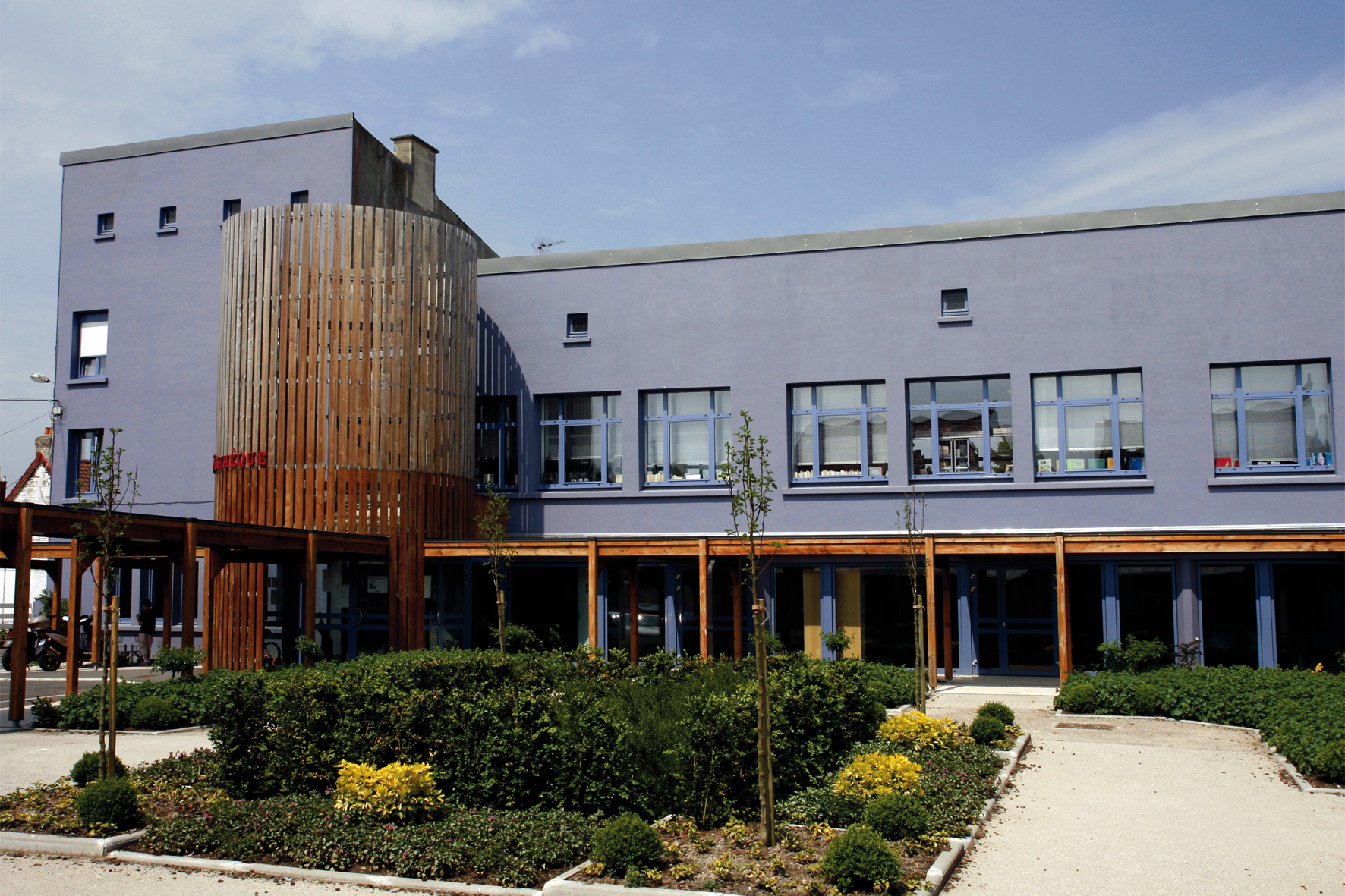
La médiathèque.

La commune propose également un cybercentre.
La commune possède une harmonie sous le nom de La société Musicale d'Auchy-lès-Hesdin.

### Personnalités liées à la commune
- Abbé Charles Fromentin (1831-1902), historien local et curé de Crépy, auteur, entre autres, de

-Dévotion à Saint Silvin Evêque honoré à Auchy-les-Moines, Arras, 1865
-Hesdin Etude historique (293-1865), Arras, 1865
-Essai historique sur l'abbaye de Saint-Silvin, Arras, 1874
-Essai historique sur les abbés et l'abbaye de Saint-Silvin, Arras, 1882.

### Héraldique
| Armes d'Auchy-lès-Hesdin | Les armes d'Auchy-lès-Hesdin se blasonnent ainsi : D'azur à l'escarboucle pommetée d'or chargée en cœur d'un besant de gueules surchargé d'une étoile aussi d'or. |

## Pour approfondir